# Приданникова, Анна Викторовна
Анна Викторовна Приданникова (12 июня 1993 года) — российская дзюдоистка, призёр чемпионата России, мастер спорта России. 

## Биография
В 2009 году стала чемпионом России среди кадетов. Тогда же дважды становилась призёром этапов Кубка Европы в своей возрастной группе. После перехода в юниоры дважды (в 2010 и 2012 годах) становилась бронзовым призёром первенств страны, а в 2013 году — чемпионом России. В 2014 году — серебряный призёр чемпионата России среди молодёжи.

## Спортивные результаты
- Первенство России по дзюдо среди кадетов 2009 года — ;
- Этап Кубка Европы по дзюдо среди кадетов 2009 года (Тверь) — ;
- Этап Кубка Европы по дзюдо среди кадетов 2009 года (Щирк) — ;
- Первенство России по дзюдо среди юниоров 2010 года — ;
- Первенство России по дзюдо среди юниоров 2012 года — ;
- Этап Кубка Европы по дзюдо среди юниоров 2012 года (Санкт-Петербург) — ;
- Этап Кубка Европы по дзюдо среди юниоров 2013 года (Каунас) — ;
- Этап Кубка Европы по дзюдо среди юниоров 2013 года (Киев) — ;
- Этап Кубка Европы по дзюдо среди юниоров 2013 года (Лайбниц) — ;
- Этап Кубка Европы по дзюдо среди юниоров 2013 года (Пакш) — ;
- Первенство России по дзюдо среди юниоров 2013 года — ;
- Этап Кубка Европы по дзюдо среди юниоров 2013 года (Оренбург) — ;
- Первенство России по дзюдо среди молодёжи 2014 года — ;
- Чемпионат России по дзюдо 2014 года — ;